# 2004 en football
Cet article présente les faits marquants de l'année 2004 en football.

## Chronologie mensuelle

### Janvier
- 2 janvier :
  - L'avant centre auxerrois Djibril Cissé signe un contrat en faveur du club anglais de Liverpool pour une durée de cinq ans entrant en vigueur à la fin de la saison.
  - Le gardien de but international français Fabien Barthez s'engage avec l'Olympique de Marseille.
- 9 janvier, Championnat de France : Monaco bat Lyon 3-0 et compte désormais 10 points d'avance sur l'OL[1].
- 13 janvier : sensation à Bollaert avec le RC Lens qui encaisse un lourd 0-8 face au FC Sochaux en quarts de finale de la Coupe de la Ligue.
- 14 janvier : Alain Perrin, entraîneur de l'Olympique de Marseille, est remercié. José Anigo entre en fonction quelques jours plus tard.
- 17 janvier, Championnat d'Angleterre : le club de Wolverhampton, lanterne rouge de la Premier League, créé la surprise en battant l'équipe de Manchester United (5-0)[2].
- 23 et 24 janvier, Coupe de France, seizièmes de finale : deux clubs de National font sensation en surclassant des clubs de Ligue 1. L'Aviron bayonnais élimine Bordeaux et le Racing Club de Lens se fait battre par Dijon[3].
- 25 janvier : 
  - Mort de Miklós Fehér sur le terrain. Le joueur du Benfica Lisbonne est victime d'une attaque cardiaque, juste après s'être vu infliger un carton jaune par l'arbitre. Il avait 24 ans.
- 31 janvier, Championnat de France : profitant d'une nette baisse de régime monégasque, l'Olympique lyonnais revient à 4 points de Monaco.

### Février
- TPS, contrôlé à 67 % par TF1 et à 33 % par M6, met la main pour trois saisons sur la Premier ligue anglaise en France. Jusque-là, c’était le concurrent Canal+ qui possédait ce contrat. Coût : 30 millions d’euros, soit 200 % d’augmentation par rapport au contrat précédent.
- 1er février, Championnat de France : sensation au Stade de l'Abbé-Deschamps avec Auxerre qui atomise Bordeaux 5-0.
- 7 février, Championnat de France : festival de buts au Parc des Princes avec le PSG qui cartonne Montpellier 6-5.
- 9 février : Thierry Goudet, entraîneur du Mans, démissionne. Le Suisse Daniel Jeandupeux le remplace.
- 10 février :
  - Gérard Bernardet, entraîneur de Montpellier, est remercié. Robert Nouzaret prend le relais.
  - Brive (CFA - 4e division) élimine Auxerre (Ligue 1) en huitièmes de finale de la Coupe de France.
- 11 février : Monaco élimine Lyon en 1/8e de finale de la Coupe de France.
- 14 février, Coupe d'Afrique des nations, finale : la Tunisie remporte sa première Coupe d'Afrique des Nations en s'imposant 2-1 face au Maroc. Le Nigeria se classe 3e tandis que le Mali termine 4e du tournoi.
- 18 février : match amical France-Belgique (2-2), marqué par la première sélection et le premier but de Louis Saha.
- 19 février : Zinédine Zidane prolonge son contrat au Real Madrid de deux ans (jusqu'en juin 2007).
- 21 février, Championnat d'Angleterre : Arsenal triomphe de Chelsea et compte désormais 10 points d'avance sur leurs rivaux londoniens et 8 sur Manchester United.
- 29 février, Coupe de la Ligue anglaise, finale : Middlesbrough bat les Bolton Wanderers 4 buts à 3 et remporte ainsi la League Cup.

### Mars
- 14 mars, Championnat de France : Monaco laisse fondre son avance en championnat en ne compte plus que 4 points d'avance sur Lyon et  4 sur le PSG.
- 17 mars, Coupe d'Espagne, finale : le Real Saragosse s'impose en finale de la Coupe d'Espagne face au Real Madrid.
- 20 mars, Championnat de France : Lyon est leader du championnat à 9 journées de la fin.

### Avril
- 6 avril : sensation au Stade Louis-II avec l'élimination du Real Madrid par l'AS Monaco en quart de finale de la Ligue des Champions. Dans le même temps, Chelsea sort Arsenal.
- 7 avril : les deux derniers quarts de finale de la Ligue des champions livrent leurs verdicts : Le FC Porto élimine Lyon et le Deportivo la Corogne sort le tenant du titre, le Milan AC.
- 12 avril : le FC Wil remporte la Coupe de Suisse.
- 14 avril : l'Olympique de Marseille élimine l'Inter Milan en quarts de finale de la Coupe de l'UEFA en s'imposant 1-0 à San Siro. C'est la 1re équipe française à battre une équipe milanaise à San Siro toutes coupes d'Europe confondues.
- 17 avril, Coupe de la Ligue, finale : le FC Sochaux remporte la Coupe de la Ligue en s'imposant en finale face à Nantes 4-0
- 24 avril, Championnat d'Angleterre : Liverpool s'impose 3-0 sur la pelouse de Manchester United.
- 25 avril, Championnat d'Espagne : dans le traditionnel "Clásico", le FC Barcelone s'impose 5-1 sur la pelouse du Real Madrid.
  - Arsenal est champion d'Angleterre à quatre journées de la fin du championnat. Il s'agit du 13e de champion pour Arsenal.
- 28 avril : l'équipe de Saint-Marin enregistre sa toute première victoire en match officiel en s'imposant 1-0 sur le Liechstenstein.

### Mai
- 2 mai : le Milan AC est champion d'Italie.
- 4 mai : le FC Porto élimine le Deportivo La Corogne en demi-finale de la Ligue des Champions.
  - Pape Diouf devient le manager général de l'Olympique de Marseille.
- 5 mai : l'AS Monaco se qualifie pour sa toute première finale de Ligue des Champions en sortant le club londonien de Chelsea.
- 6 mai : 
  - Après avoir sorti Liverpool et l'Inter, l'OM élimine Newcastle et se qualifie pour la finale de la Coupe de l'UEFA.
  - Valence rejoint Marseille en finale en écartant le club espagnol de Villarreal.
- 8 mai : le Werder Brême est champion d'Allemagne.
- 8 mai :
  - Valence est champion d'Espagne.
  - L'Ajax Amsterdam est champion des Pays-Bas.
- 15 mai : la FIFA confie à l'Afrique du Sud l'organisation du Mondial 2010.
- 19 mai : le club de Valence (Espagne) bat Marseille (France) 2-0 en finale de la Coupe de l'UEFA à Göteborg, Suède. Il s'agit de la troisième Coupe de l'UEFA remportée par le FC Valence.
- 22 mai, Coupe d'Angleterre, finale : Manchester United remporte la FA Cup en s'imposant 3-0 face à Millwall.
- 23 mai : l'Olympique lyonnais est sacré champion de France pour la troisième fois consécutive.
- 26 mai, Ligue des Champions de l'UEFA, finale : le FC Porto (Portugal) bat l'AS Monaco 3-0 en finale de la Ligue des champions à Gelsenkirchen, Allemagne. C'est la deuxième Ligue des Champions gagnée par le FC Porto; c'est la première fois que l'ASM atteint la finale de cette prestigieuse compétition.
- 29 mai : le Paris Saint-Germain remporte la 6e Coupe de France de son histoire en s'imposant 1-0 en finale face à La Berrichonne de Châteauroux.

### Juin
- 2 juin : Frédéric Antonetti, entraîneur de l'AS Saint-Étienne, est remercié. Élie Baup lui succède quelques jours plus tard.
- Juin-juillet : l'Euro 2004 au Portugal est diffusé en France par TF1 et France Télévisions (France 2 et France 3). Cet Euro marque une nouvelle explosion des droits avec une hausse globale de 375 % par rapport à l'Euro 2000 : les droits de diffusion au niveau mondial dépasse les 557 millions d'Euros, dont 69 pour la France.
- 16 juin : Rafael Benítez devient le nouvel entraîneur de Liverpool. Il prend la succession de Gérard Houllier à la tête des Reds.
- 25 juin : Marcello Lippi devient le nouveau sélectionneur de la Squadra Azzurra. Il prend la succession de Giovanni Trapattoni.
- 30 juin : 
  - L'homme d'affaires monégasque Michel Pastor devient le nouveau président de l'AS Monaco.
  - L'attaquant suédois Henrik Larsson quitte le Celtic Glasgow et rejoint le club espagnol du FC Barcelone. Larsson aura joué 313 matchs et inscrit 242 buts en faveur du Celtic.

### Juillet
- 1er juillet : 
  - Felix Magath devient le nouvel entraîneur du Bayern de Munich. Il succède à Ottmar Hitzfeld, en poste depuis juillet 1998.
  - Falko Götz devient le nouvel entraîneur du Hertha Berlin.
  - Copa Libertadores, finale : Once Caldas (Colombie) bat Boca Juniors (Argentine) en finale de la Copa Libertadores.
- 4 juillet, Championnat d'Europe, finale : à la surprise générale, la Grèce remporte l'Euro 2004 en s'imposant en finale 1-0 face au Portugal.
- 5 juillet : 
  - Giovanni Trapattoni devient le nouvel entraîneur du Benfica Lisbonne. Il succède à José Antonio Camacho, parti au Real Madrid.
  - Carlos Bianchi démissionne de son poste d'entraîneur du CA Boca Juniors. L'ancien joueur argentin Miguel Brindisi le remplace.
- 6 juillet : première sélection en équipe d'Allemagne pour Lukas Podolski lors du match Allemagne - Hongrie.
- 7 juillet : Benito Floro devient le nouvel entraîneur du Real Majorque. Il succède à Luis Aragonés, qui a démissionné pour prendre en main l'équipe nationale espagnole.
- 12 juillet : Raymond Domenech devient le nouveau sélectionneur de l'équipe de France.
- 20 juillet : l'attaquant ivoirien Didier Drogba quitte l'OM pour rejoindre le richissime club anglais de Chelsea. Le montant du transfert, proche de 35 millions d'euros, constitue le plus gros transfert de l'histoire de la Ligue 1.
- 24 juillet, Championnat d'Europe des moins de 19 ans, finale : l'équipe d'Espagne des moins de 19 ans est sacrée championne d'Europe en s'imposant sur le score de 1-0 face à l'équipe de Turquie des moins de 19 ans.
- 25 juillet, Copa América, finale : le Brésil remporte la Copa América en s'imposant 4-2 aux tirs au but face à l'Argentine.
- 28 juillet : le footballeur français Bixente Lizarazu quitte le Bayern Munich et signe en faveur de l'Olympique de Marseille.
- 29 juillet : 
  - Le Brésilien Emerson est transféré de l'AS Rome à la Juventus.
  - Marco van Basten devient le nouveau sélectionneur de l'équipe des Pays-Bas. Il succède à Dick Advocaat.

### Août
- Août 2004 : revirement à 180° des autorités françaises qui donnent le feu vert à un seul et même opérateur de télévision pour acquérir les droits de diffusion du championnat de France ! Les toutes prochaines négociations pour la période 2005-2008 promettent d'atteindre des sommets …
- 1er août : l'Olympique lyonnais remporte pour la 3e année consécutive le Trophée des champions en battant le Paris Saint-Germain aux tirs au but. (1-1), (7 tab à 6).
- 6 août : reprise du championnat de France de Ligue 1 : Le champion de France en titre, Lyon, s'impose 1-0 à Nice. Le triple champion de France n'avait plus remporté son match d'ouverture depuis l'année 1981 !
- 7 août, Coupe d'Asie des nations, finale : le Japon remporte la Coupe d'Asie des nations en s'imposant en finale face à la Chine. Il conserve ainsi son titre acquis en l'an 2000.
- 8 août : Arsenal ouvre la saison en s'imposant face à Manchester United (3-1) dans le match traditionnel du Community Shield.
- 9 août : Víctor Fernández devient le nouvel entraîneur du FC Porto. Il succède à l'italien Luigi Del Neri, en poste depuis seulement deux mois.
- 12 août : Zinédine Zidane annonce son retrait de l'équipe de France de football.
- 13 août :
  - L'avant-centre anglais Michael Owen quitte les "Reds" de Liverpool et rejoint le club espagnol du Real Madrid.
  - Le footballeur camerounais Samuel Eto'o est transféré au FC Barcelone. Le montant du transfert s'élève à 24 millions d'euros.
  - Ruud Gullit devient le nouvel entraîneur du Feyenoord Rotterdam. Il succède à Bert van Marwijk, en poste depuis l'année 2000.
- 15 août, Championnat d'Angleterre, première journée : à noter la victoire de Chelsea (1-0) sur Manchester United.
- 23 août : le Brésilien Cristiano Marques Gomes, surnommé Cris, signe un contrat de 4 ans avec Lyon.
- 24 août : en gagnant 3-0 face à Blackburn Rovers, Arsenal établit un nouveau record d'invincibilité en championnat d'Angleterre avec 43 matches consécutifs sans défaite. Le record précèdent était la propriété de Nottingham Forest, avec 42 matches entre novembre 1977 et septembre 1978.
- 26 août : finale du Tournoi olympique féminin à Athènes : Les États-Unis remportent le titre olympique féminin en battant les joueuses brésiliennes 2-1 après prolongation.
- 27 août : Valence (Espagne) remporte la Supercoupe de l'UEFA en s'imposant 2 buts à 1 face au FC Porto (Portugal).
- 28 août : finale du Tournoi olympique masculin à Athènes : L'Argentine remporte le titre olympique masculin en battant le Paraguay 1-0.
- 30 août : le manager de Newcastle United, sir Bobby Robson, est remercié après le début de saison en demi teinte des Magpies.
- 31 août :
  - L'attaquant international français Sylvain Wiltord signe à Lyon pour deux saisons.
  - Le jeune attaquant international anglais d’Everton, Wayne Rooney, est transféré à Manchester United pour la somme de 37 millions d'euros.

### Septembre
- 6 septembre : Graeme Souness démissionne de son poste de manager de Blackburn Rovers pour prendre en mains le club de Newcastle United. Il entre en fonction le 13 septembre, après le match Blackburn-Newcastle.
- 14 septembre, Ligue des champions de l'UEFA, 1re journée :
  - Groupe H : Paris SG 0-3 Chelsea
- 15 septembre, Ligue des champions de l'UEFA, 1re journée :
  - Groupe A : Liverpool 2-0 AS Monaco
  - Groupe D : Olympique lyonnais 2-2 Manchester United
- 18 septembre, Championnat d'Angleterre : Manchester United l'emporte 2-1 face à Liverpool au stade d'Old Trafford.
- 21 septembre : Dominique Bijotat est démis de ses fonctions d'entraîneur de l'AC Ajaccio ; Olivier Pantaloni assure l'intérim.
- 28 septembre, Ligue des champions de l'UEFA, 2e journée :
  - Groupe A : AS Monaco 2-0 Deportivo La Corogne
  - Groupe D : AC Sparta Prague 1-2 Olympique lyonnais
- 29 septembre, Ligue des champions de l'UEFA, 2e journée :
  - Groupe H : CSKA Moscou 2-0 Paris SG
  - Groupe H : Chelsea 3-1 FC Porto

### Octobre
- 2 octobre, Championnat de France : incroyable scénario au Stade Louis-II. Monaco, qui mène 3-0 devant Nice, s'effondre totalement en moins de 20 minutes… et s'incline 3 buts à 4 !
- 3 octobre, Championnat d'Angleterre : victoire de Chelsea (1-0) sur Liverpool.
- 4 octobre : Antoine Kombouaré est remercié par le RC Strasbourg. Jacky Duguépéroux est nommé entraîneur du Racing.
- 19 octobre, Ligue des champions de l'UEFA, 3e journée :
  - Groupe A : AS Monaco 2-1 Olympiakos Le Pirée
  - Groupe C : Juventus 1-0 Bayern de Munich
  - Groupe D : Fenerbahçe 1-3 Olympique lyonnais
- 20 octobre, Ligue des champions de l'UEFA, 3e journée :
  - Groupe F : Milan AC 1-0 FC Barcelone
  - Groupe H : Paris SG 2-0 FC Porto
- 24 octobre : le record d'invincibilité en championnat d'Angleterre d'Arsenal est finalement fixé à 49 après une défaite chez les rivaux de Manchester United.
- 26 octobre : le manager anglais Gary Megson est remercié par le club de West Bromwich Albion.
- 26 octobre : Rolland Courbis prend officiellement son poste d'entraîneur de l'AC Ajaccio.
- 29 octobre : Chelsea annule le contrat du buteur Adrian Mutu à la suite d'un test positif à la cocaïne.

### Novembre
- 2 novembre, Ligue des champions de l'UEFA, 4e journée :
  - Groupe F : FC Barcelone 2-1 Milan AC
  - Groupe H : FC Porto 0-0 Paris SG
- 3 novembre, Ligue des champions de l'UEFA, 4e journée :
  - Groupe A : Olympiakos Le Pirée 1-0 AS Monaco
  - Groupe C : Bayern de Munich 0-1 Juventus
  - Groupe D : Olympique lyonnais 4-2 Fenerbahçe
- 5 novembre : le manager français Jacques Santini quitte Tottenham Hotspur ; il évoque des raisons personnelles, mais, de fait, ce sont plutôt les tiraillements au sein du staff des Spurs qui décident Santini. Martin Jol prend le relais à la tête de Tottenham.
- 7 novembre : le choc PSG-OM tourne à l'avantage des Parisiens, 2-1.
- 9 novembre : Bryan Robson devient le nouveau manager de West Bromwich Albion.
- 13 novembre, Championnat d'Angleterre : festival de buts à White Hart Lane, ou Arsenal s'impose 5-4 sur Tottenham.
- 14 novembre : le Real Madrid humilie Albacete (6-1) à l'occasion de la 11e journée du Championnat d'Espagne.
- 20 novembre, Championnat d'Espagne : au Camp Nou, le FC Barcelone s'impose largement face au Real Madrid (3-0). Les buts sont inscrits par Eto'o, van Bronckhorst et Ronaldinho sur penalty. À la suite de cette victoire, le Barça compte désormais sept points d'avance sur son rival.
- 23 novembre :
  - Démission de l'entraîneur marseillais José Anigo. Albert Emon assure l'intérim. Philippe Troussier entre en fonction quelques jours plus tard.
  - Sir Alex Ferguson fête son 1000e match à la tête de Manchester United.
  - Ligue des champions de l'UEFA, 5e journée :
    - Groupe A : AS Monaco 1-0 Liverpool
    - Groupe D : Manchester United 2-1 Olympique lyonnais
- 24 novembre :
  - Harry Redknapp démissionne de son poste de manager de Portsmouth FC.
  - Ligue des champions de l'UEFA, 5e journée :
    - Groupe H : Chelsea 0-0 Paris SG
- 28 novembre, Championnat d'Angleterre : Liverpool l'emporte 2-1 sur Arsenal.

### Décembre
- 7 décembre, Ligue des champions de l'UEFA, 6e journée :
  - Groupe H : Paris SG 1-3 CSKA Moscou
- 8 décembre :
  - Southampton vire son manager Steve Wigley après seulement 14 semaines à cette fonction. Dans la foulée, le club annonce l'arrivée d'Harry Redknapp.
  - Ligue des champions de l'UEFA, 6e journée :
    - Groupe A : Deportivo La Corogne 0-5 AS Monaco
    - Groupe B : AS Rome 0-3 Real Madrid
    - Groupe D : Olympique lyonnais 5-0 AC Sparta Prague
- 10 décembre : Canal+ obtient l’exclusivité de la retransmission du Championnat de France de football pour un montant record de 600 millions d’Euros par saison, soit un montant en hausse de 62 % par rapport au contrat précédent. Avec 1,8 milliard d'euros sur trois ans, le Championnat de France devient le championnat numéro 'un', juste devant le Championnat d'Angleterre. En ajoutant les droits à l'étranger, les Anglais restent devant les Français, d'une courte tête.
- 12 décembre : 
  - Championnat d'Angleterre : match nul (2-2) entre Arsenal et Chelsea.
  - Coupe intercontinentale : le FC Porto (Portugal) bat Once Caldas (Colombie) 8-7 aux penalties à Yokohama (Japon).
  - Ligue des champions de la CAF, finale : l'Enyimba FC (Nigeria) remporte la Ligue des Champions de la CAF en battant l'Étoile sportive du Sahel (Tunisie). L'Enyimba FC conserve ainsi son titre acquis en 2003.
- 14 décembre : l'ukrainien Andriy Shevtchenko est désigné Ballon d'or France football 2004.
- 28 décembre : Silvio Berlusconi est contraint de démissionner de son poste de président du Milan AC en raison d'une nouvelle loi italienne encadrant les « conflits d'intérêts ».
- 30 décembre : le Brésilien Vanderlei Luxemburgo devient le nouvel entraîneur du Real Madrid.

## Principaux champions nationaux 2003-2004
- Afrique du Sud : Kaizer Chiefs
- Algérie : JS Kabylie
- Allemagne : Werder Brême
- Angleterre : Arsenal
- Argentine : tournoi de clôture : Club Atlético River Plate
- Autriche : Grazer AK
- Belgique : Anderlecht
- Bulgarie : Lokomotiv Plovdiv
- Danemark : FC Copenhague
- Écosse : Celtic F.C.
- Égypte : Zamalek Le Caire
- Espagne : Valencia
- France : Lyon
- Grèce : Panathinaïkos
- Hongrie : Ferencváros
- Italie : Milan AC
- Maroc : Raja Casablanca
- Mexique : tournoi de clôture : Pumas
- Pays-Bas : Ajax Amsterdam
- Pologne : Wisla Cracovie
- Portugal : FC Porto
- République tchèque : Banik Ostrava
- Roumanie : Dinamo Bucarest
- Serbie-Monténégro : Étoile rouge Belgrade
- Suisse : FC Bâle
- Tunisie : Espérance sportive de Tunis
- Turquie : Fenerbahçe
- Ukraine : Dynamo Kiev

## Principaux champions nationaux 2004
- Argentine : tournoi d'ouverture : Newell's Old Boys
- Brésil : Santos
- Finlande : FC Haka
- Mexique : tournoi d'ouverture : Pumas
- Norvège : Rosenborg BK
- Russie : Lokomotiv Moscou
- Suède : Malmö FF
- États-Unis : DC United

## Naissances
Plus d'informations : Liste d'acteurs du football nés en 2004.
- Youssoufa Moukoko, attaquant allemand.
- Gavi, milieu de terrain espagnol.
- Marselino Ferdinan, milieu attaquant Indonésien

## Principaux décès
Plus d'informations : Liste d'acteurs du football morts en 2004.
- 3 janvier : décès à 75 ans de Maurice Balloche, joueur français[4].
- 3 janvier : décès à 86 ans de Thomas George Jones, international gallois[5].
- 3 janvier : décès à 79 ans de Pierre Flamion, international français ayant remporté le Championnat de France 1949 et la Coupe de France 1950 devenu entraîneur[6].
- 7 janvier : décès à 91 ans de Mario Zatelli, international français ayant remporté 4 Championnat du Maroc et 2 Championnat de France puis comme entraîneur le Championnat de France en 1972 et 2 Coupe de France[7].
- 14 janvier : décès à 90 ans de  Marcel Aiglin, footballeur français[8]
- 24 janvier : décès à 90 ans de Leônidas da Silva, international brésilien[9].
- 25 janvier : décès à 24 ans de Miklos Fehér, international hongrois ayant remporté le Championnat du Portugal en 1999[10].
- 31 janvier : décès à 52 ans de Bernard Reyt, joueur français[11].
- 1er février : décès à 72 ans d'Ally McLeod, footballeur écossais[12].
- 21 février : décès à 73 ans de John Charles, international gallois ayant remporté 3 Championnat d'Italie et 2 Coupe d'Italie devenu entraîneur[13].
- 25 février : décès à 87 ans de Jacques Georges, président de l'UEFA de 1984 à 1990, 87 ans.
- 8 mars : décès à 89 ans d'Ehrenfried Patzel, international tchécoslovaque.
- 17 mars : décès à 74 ans d'Inocencio González, international paraguayen ayant remporté la Copa América 1953.
- 18 mars : décès à 83 ans de Jacques Leenaert, joueur français ayant remporté le Championnat de France en 1947[14].
- 30 mars : décès à 75 ans de Willy Tröger, international est-allemand[15].
- 9 avril : décès à 83 ans de Billy Richardson, international irlandais.
- 13 avril : décès à 70 ans de Roland Clauws, joueur français ayant remporté le Championnat de France en 1954 et la Coupe de France en 1955[16].
- 15 avril : décès à 61 ans de Gerhard Mair, joueur autrichien ayant remporté 2 championnat de Belgique.
- 19 avril : décès à 73 ans de Ronnie Simpson, international écossais ayant remporté la Ligue des champions en 1967, 5 Championnat d'Écosse et 2 Coupe d'Angleterre[17].
- 25 avril : décès à 81 ans d'Andrés Catalá, joueur puis entraîneur espagnol[18].
- 10 mai : décès à 74 ans d'Orvar Bergmark, international suédois devenu entraîneur. Il fut également sélectionneur de son pays.
- 22 mai : décès à 83 ans de Mohamed Azzouz, joueur puis entraîneur français[19].
- 10 juin : décès à 67 ans de José Farías, joueur puis entraîneur argentin ayant remporté la Coupe de France 1966.
- 26 juin : décès à 79 ans de Robert Germain, joueur français ayant remporté le Championnat de France en 1951 et la Coupe de France en 1947[20].
- 26 juin : décès à 86 ans de José Valero, joueur espagnol ayant remporté le Champion d'Espagne en 1945 devenu entraîneur.
- 12 juillet : décès à 50 ans de Kamel Naidja, international algérien.
- 13 juillet : décès à 78 ans de Roger Quenolle, international français ayant remporté la Coupe de France 1949 devenu entraîneur[21].
- 17 juillet : décès à 85 ans de Lucien Leduc, international français ayant remporté le Championnat de France en 1947 et la Coupe de France en 1949 puis comme entraîneur 5 Championnat de France et 2 Coupe de France. Il fut également sélectionneur de l'Algérie.
- 22 juillet : décès à 75 ans de Bertie Peacock, international nord-irlandais ayant remporté le Championnat d'Écosse 1954 et 2 Coupe d'Écosse puis comme entraîneur le Championnat d'Irlande du Nord 1974. Il fut également sélectionneur de l'Irlande du Nord[22].
- 22 juillet : décès à 84 ans de Nicolás Santacatalina, joueur espagnol.
- 27 juillet : décès à 78 ans de Roger Colliot, joueur français[23].
- 2 août : décès à 62 ans de José Omar Pastoriza, international argentin ayant remporté la Copa Libertadores 1972 et 4 Championnat d'Argentine puis comme entraîneur la Coupe intercontinentale 1984, la Copa Libertadores 1984, 2 Championnat d'Argentine et le Championnat de Bolivie 1994. Il fut également sélectionneur du Salvador et du Vénézuela[24].
- 12 août : décès à 84 ans de Sebastián Ontoria, international espagnol[25].
- 13 août : décès à 69 ans de Bent Krog, international danois ayant remporté la médaille d'argent aux Jeux olympiques 1960.
- 27 août : décès à 69 ans de Gottlieb Göller, joueur allemand devenu entraineur. Il fut également sélectionneur du Togo et du Nigéria[26].
- 16 septembre : décès à 91 ans de Jean-Pierre Médan, joueur français[27].
- 20 septembre : décès à 86 ans de Brian Clough, international anglais devenu entraîneur ayant remporté 2 Coupe d'Europe des clubs champions et 2 Championnat d'Angleterre.
- 27 septembre : décès à 74 ans de Jean Domenger, joueur français[28].
- 7 octobre : décès à 90 ans d'Oscar Heisserer, international français ayant remporté 3 Coupe de France devenu entraîneur[29].
- 8 octobre : décès à 83 ans de Jean Robin, joueur français ayant remporté le Championnat de France en 1948 et la Coupe de France 1943 devenu entraîneur. Il fut également sélectionneur du Togo.
- 9 octobre : décès à 77 ans d'Abdelhamid Bouchouk, joueur franco-algérien ayant remporté la Coupe de France en 1957.
- 15 octobre : décès à 87 ans de Jean Grandidier, joueur français ayant remporté la Coupe de France en 1944 devenu entraîneur[30].
- 23 octobre : décès à 85 ans de Bill Nicholson, international Anglais ayant remporté le Championnat d'Angleterre en 1951 puis comme entraîneur la Coupe d'Europe des vainqueurs de coupe en 1963, la Coupe UEFA 1972, le Championnat d'Angleterre en 1961 et 3 Coupe d'Angleterre[31].
- 27 octobre : décès à 30 ans de Serginho, joueur brésilien[32].
- 31 octobre :décès à 83 ans de Faustino Delgado, international péruvien ayant remporté 2 Championnat du Pérou.
- 9 novembre : décès à 57 ans d'Emlyn Hughes, international anglais ayant remporté 2 Coupe d'Europe des clubs champions, 2 Coupe UEFA, 4 Championnat d'Angleterre et la Coupe d'Angleterre 1974[33].
- 5 décembre : décès à 25 ans de Cristiano Júnior, joueur brésilien.
- 5 décembre : décès à 38 ans de Hicham Zerouali, international marocain ayant remporté la Coupe du Maroc 2004.
- 6 décembre : décès à 83 ans de Raymond Goethals, joueur belge devenu entraîneur ayant remporté la Ligue des Champions 1993, la Coupe d'Europe des vainqueurs de coupe 1978, 2 Championnat de Belgique et 2 Championnat de France. Il fut également sélectionneur de son pays[34].
- 16 décembre : décès à 73 ans de Babkin Hairabedian, joueur français ayant remporté le Championnat de France en 1956 et la Coupe de France en 1954[35].
- 27 décembre : décès à 75 ans d'Eros Beraldo, joueur italien ayant remporté 3 Championnat d'Italie devenu entraineur.